# Smogalarm

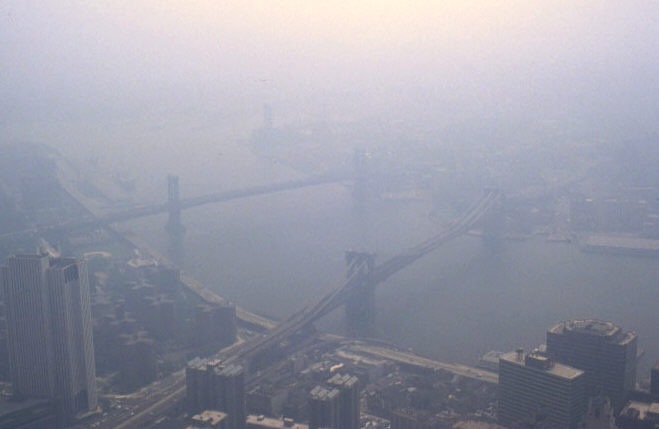
Smog in New York

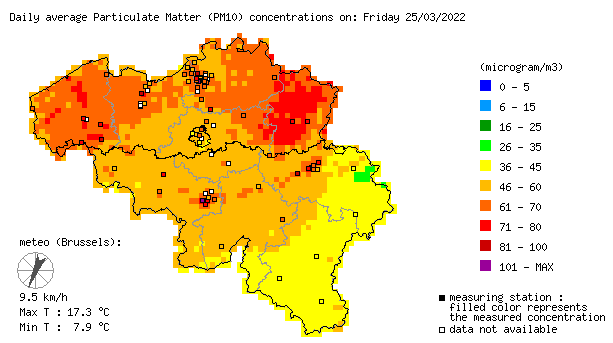
Daggemiddelde PM₁₀-concentraties op vrijdag 25 maart 2022 in België. Op die dag werd een smogalarm afgekondigd.

Een smogalarm is een waarschuwing die wordt afgegeven wanneer er zich te veel vervuilende stoffen in de lucht bevinden. Deze situatie is schadelijk voor de volksgezondheid, en soms ook vegetatie, daarom licht de overheid de bevolking in. Smog kan bestaan uit verschillende soorten stoffen (ozon, zwaveldioxide, stikstofdioxide en fijnstof) die in te hoge concentratie in de lucht aanwezig zijn. Een smogalarm wordt steeds geslagen bij een episode met verhoogde luchtvervuiling, de exacte compositie kan verschillen.

## Types smog
Afhankelijk van de vervuilende stoffen worden verschillende types smog onderscheiden. Zomersmog of fotochemische smog bestaat vooral uit ozon dat ontstaat na fotochemische reacties van stikstofdioxide, vluchtige organische stoffen, methaan en koolstofmonoxide terwijl winter- en lentesmog voornamelijk bestaan uit fijnstof. 

### Zomersmog
In de zomer kan de combinatie van hoge temperatuur, veel zonnestraling en hoge concentraties aan stikstofdioxide en vluchtige organische stoffen leiden tot een sterke overmaat aan ozon. Het ozon wordt dus niet rechtstreeks uitgestoten, het is het product van chemische reacties in de atmosfeer die op gang gebracht worden door zonlicht. Door deze afhankelijkheid van licht wordt hier ook de term fotochemische smog gebruikt.

### Winter- en lentesmog
In de winter en lente kunnen episodes met een hoge fijnstofconcentratie voorkomen door de combinatie van stabiele weersomstandigheden met hoge emissies van voornamelijk stikstofdioxide, ammoniak en fijnstof zelf. De stabiele weersomstandigheden verhinderen een verspreiding van de vervuiling en leiden tot accumulatie. Stikstofdioxide, ammoniak en andere vervuilende stoffen worden als gas uitgestoten maar worden in de atmosfeer via chemische en fysische reacties omgezet in fijnstof.

## Alarmdrempels
De Europese richtlijn 2008/50/EG schrijft een alarmdrempel van 500 µg/m³ gedurende drie uur voor zwaveldioxide en 400 µg/m³ gedurende drie uur voor stikstofdioxide voor. Voor ozon geldt een drempelwaarde van 240 µg/m³ gedurende één uur.
In België werden daarenboven alarmdrempels ingevoerd voor fijnstof. Als voorspeld wordt dat het daggemiddelde voor PM₁₀ gedurende minstens twee dagen boven 70 µg/m³ zal liggen, of het daggemiddelde voor de fijnere fractie PM₂.₅ gedurende twee dagen boven 50 µg/m³, wordt een alarm afgekondigd.

## Maatregelen
Bij een smogalarm kunnen maatregelen genomen worden om de omvang en duur van de episode te beperken.
In België geldt, bij een smogalarm wegens fijnstof, een aangepaste snelheidslimiet op bepaalde secties van de autosnelwegen en zijn de diensten van de MIVB en de TEC gratis.